# Saint-Jean (Valais)
Pour les articles homonymes, voir Saint-Jean.
Saint-Jean est une localité de Suisse et ancienne commune du canton du Valais.

## Toponymie
Le nom de Saint-Jean est attesté en 1250 et en 1354 sous la forme « Sancto Johanne ». Le village tire son nom du saint patron de son église paroissiale Jean le Baptiste.

## Histoire
Les citoyens de l'ancienne commune de Saint-Jean ont accepté, le 26 novembre 2006 à 63,4 %, la fusion avec cinq autres communes du Val d'Anniviers pour former la nouvelle commune d'Anniviers. Depuis le 1er janvier 2009, la fusion est effective.

## Population et société

### Surnom
Les habitants de la localité sont surnommés les Refondious, soit les répondeurs ou les contestataires en patois valaisan.

### Démographie
Évolution de la population de Saint-Jean entre 1850 et 2008,
Pour des raisons techniques, il est temporairement impossible d'afficher le graphique qui aurait dû être présenté ici.

## Héraldique
Le blason de Saint-Jean est composé du bouquetin d'Anniviers et d'un globe en chef qui fait probablement allusion à l'ancienne union avec Grimentz.
| Blason du village de Saint-Jean | Les armes de Saint-Jean se blasonnent ainsi : « De gueules au bouquetin saillant d'argent au chef d'or chargé d'un globe de sable, cintré du second. » |